# Serapias
Serapias es un género con varias especies de orquídeas monopodiales y terrestres. Se encuentran en Europa y en la región Mediterránea.

## Descripción
Las hojas son más o menos lanceoladas, envainadoras, muchas veces curvadas. La inflorescencia es más o menos densa, suele llevar entre dos a diez flores; en general de colores rojos o granates. Las brácteas florales son grandes, mayores que las flores, en general de color coincidente con el de las piezas florales por la parte exterior, con la nerviación marcada. Los sépalos y los pétalos se unen formando un casco puntiagudo o acuminado, de color rojizo con la nerviación más intensa. El labelo es bastante llamativo, con un estrechamiento que define hipo y epiquilo, y sin espolón. El hipoquilo presenta dos lóbulos laterales que forman los costados del casco. El epiquilo, de lanceolado a acorazonado, está recto o dirigido hacia abajo. En la base del primero se encuentra una estructura, que nace desde la cavidad estigmática, en forma de canal definido por dos acostillamientos o de protuberancia plana y negruzca. El labelo es piloso en la cara superior y, en general, de color más intenso que las otras piezas. La columna se prolonga en un pico que discurre por el interior del casco. Tienen dos polinias unidas a un solo viscidio. El ovario es sésil y no revirado. Carecen de néctar.

## Ecología
El género comprende unas 19-20 especies de distribución circunmediterránea, con algún representante también en Azores y Canarias. Casi todas crecen en suelos de pH próximo al neutro o de naturaleza silícea. Viven en formaciones aclaradas, pastos y tomillares húmedos al menos en primavera, pinares abiertos, cultivos leñosos poco labrados hasta los 1000 o 1200 m s. n. m. de altitud.
Florecen en primavera a partir de una roseta de hojas que se forma el otoño anterior. Después de la maduración de los frutos y la dispersión de las semillas, desaparece la parte aérea y pasan el verano sólo como tubérculos.
La polinización se produce a través del tubo formado por los pétalos y los lóbulos laterales del hipoquilo. Estas orquídeas no parecen ser muy selectivas en cuanto al agente polinizador. Suele tratarse de abejas principalmente y, en menor medida, coleópteros. Se han citado algunos casos particulares: Serapias parviflora y Serapias perez-chiscanoi parecen ser principalmente cleistógamas, y Serapias lingua parece funcionar como las especies de Ophrys con los machos de una abejilla llamada Ceratina cucurbitina, que intentan copular con la callosidad del hipoquilo, atraídos quizá también por olores semejantes a feromonas.

## Taxonomía
El género se considera dividido en dos secciones: la sección Serapias, con callosidad simple y plana en el hipoquilo, y la sección Bilamellaria, con dos estrías. Son frecuentes las formas de transición entre especies.

### Lista de 13 especies del géneroSerapias
- Serapias bergonii E.G.Camus, Monogr. Orchid.: 61 (1908)
- Serapias frankavillae Cristaudo, Galesi & R.Lorenz, J. Eur. Orch. 41: 593 (2009)
- Serapias cordigera L., Sp. Pl. ed. 2: 1345 (1763)
- Serapias lingua L., Sp. Pl.: 950 (1753)
- Serapias maria F.M.Vázquez, J. Eur. Orch. 40: 701 (2008)
- Serapias neglecta De Not., Repert. Fl. Ligust.: 55 (1844)
- Serapias nurrica Corrias, Boll. Soc. Sarda Sci. Nat. 21: 397 (1982)
- Serapias olbia Verg., Bull. Soc. Bot. France 54: 597 (1908)  ? S. lingua × S. parviflora.
- Serapias orientalis (Greuter) H.Baumann & Künkele, Mitt. Arbeitskreis Heimische Orchid. Baden-Württemberg 20: 636 (1988)
- Serapias parviflora Parl., Giorn. Sci. Sicilia 59: 66 (1837)
- Serapias perez-chiscanoi Acedo, Anales Jard. Bot. Madrid 47: 510 (1989 publ. 1990)
- Serapias politisii Renz, Repert. Spec. Nov. Regni Veg. 25: 239 (1928)
- Serapias vomeracea (Burm.f.) Briq., Prodr. Fl. Corse 1: 378 (1910)

### Lista de 23 notoespecies del géneroSerapias
- Serapias × albertii E.G.Camus (1892)  = (Serapias neglecta × Serapias vomeracea)
- Serapias × ambigua Rouy ex E.G.Camus6 (1892)  = (Serapias cordigera × Serapias lingua)
- Serapias × broeckii A.Camus, Rivièra Sci (1926)  = (Serapias parviflora × Serapias vomeracea)
- Serapias × cypria H. Baumann & Künkele (1989)  = (Serapias bergonii × Serapias levantina)
- Serapias × demadesii  Renz, Repert. Spec. Nov. Regni Veg. 25: 239 (1928)  = (Serapias bergonii × Serapias lingua)
- Serapias × euxina H. Baumann & Künkele (1989)  = (Serapias bergonii × Serapias orientalis)
- Serapias × fallax  Soó, Repert. Spec. Nov. Regni Veg. Sonderbeih. A 2: 99 (1931)  = (Serapias bergonii × Serapias vomeracea)
- Serapias × garganica H.Baumann & Künkele (1989)  = (Serapias orientalis × Serapias vomeracea)
- Serapias × godferyi A. Camus (1926)  = (Serapias cordigera × Serapias neglecta)
- Serapias × halacsyana Soó (1931)  = (Serapias bergonii × Serapias cordigera)
- Serapias × halicarnassia (H. Baumann & Künkele) P. Delforge (1995)  = (Serapias bergonii × Serapias orientalis ssp. carica)
- Serapias × hildae-margaritae  G.Keller, Repert. Spec. Nov. Regni Veg. Sonderbeih. A 2: 97 (1931)  = (Serapias neglecta × Serapias parviflora)
- Serapias × intermedia Forest. ex F.W. Schultz (1851)  = (Serapias lingua × Serapias vomeracea)
- Serapias × kelleri A.Camus (1926)  = (Serapias cordigera × Serapias vomeracea)
- Serapias × lupiensis Medagli & al. (1993)  = (Serapias lingua × Serapias politisii)
- Serapias × meridionalis E.G. Camus (1892)  = (Serapias lingua × Serapias neglecta)
- Serapias × oulmesiaca H. Baumann & Künkele (1989)  = (Serapias lingua × Serapias lorenziana)
- Serapias × provincialis H. Baumann & Künkele, (1989)  = (Serapias cordigera × Serapias olbia)
- Serapias × rainei E.G. Camus  = (Serapias cordigera × Serapias parviflora)
- Serapias × todaroi Tineo (1817)  = (Serapias lingua × Serapias parviflora)
- Serapias × venhuisia  F.M.Vázquez, Folia Bot. Extremadur. 3: 209 (2009)  = (Serapias lingua × Serapias perez-chiscanoi)
- Serapias × walravensiana P. Delforge (1997)  = (Serapias orientalis ssp. carica × Serapias lingua)

## Etimología
El nombre Serapias es de origen griego y se aplicó antiguamente a una orquídea no identificada con certeza, quizá Orchis morio. Proviene de un dios egipcio llamado Serapis en cuyos templos los devotos se dedicaban a los placeres de la carne. El nombre que Linneo asignó a este género quizás se debe a que a algunas orquídeas se le atribuyen efectos afrodisíacos.